# Zmarli w roku 1974
Lista osób zmarłych w 1974:

## styczeń 1974
- 2 stycznia – Tex Ritter, amerykański piosenkarz i kompozytor gatunku country[1]
- 3 stycznia – Gino Cervi, włoski aktor[2]
- 5 stycznia – Wolfgang Anheisser, niemiecki śpiewak operowy[3]
- 6 stycznia:
  - Lech Pijanowski, polski krytyk filmowy i telewizyjny, reżyser, scenarzysta[4]
  - David Alfaro Siqueiros, meksykański malarz i grafik[5]
- 12 stycznia – Patrycja z Connaught, księżniczka brytyjska[6]
- 18 stycznia – Bill Finger, amerykański scenarzysta komiksów[7]
- 26 stycznia – Julius Patzak, austriacki śpiewak, tenor[8]
- 27 stycznia:
  - Jeorjos Griwas, Cypryjczyk z pochodzenia, generał armii greckiej[9]
  - Leo Geyr von Schweppenburg, niemiecki wojskowy, generał wojsk pancernych[10]
- 29 stycznia – Herbert Ernest Bates, angielski pisarz[11]
- 31 stycznia:
  - Samuel Goldwyn, amerykański producent filmowy[12]
  - Glenn Morris, amerykański lekkoatleta, wieloboista[13]

## luty 1974
- 2 lutego:
  - Jean Absil, belgijski kompozytor[14]
  - Imre Lakatos, urodzony na Węgrzech, żydowski matematyk i filozof matematyki[15]
- 8 lutego – Fritz Zwicky, szwajcarski astronom[16]
- 10 lutego – Michał Beltoja, albański duchowny katolicki, męczennik, błogosławiony[17]
- 14 lutego – Halfdan Schjøtt, norweski żeglarz, medalista olimpijski[18]
- 15 lutego – George Snedecor, amerykański matematyk i statystyk (ur. 1881)[19]
- 19 lutego – Antoni Nurzyński, polski operator filmowy[20]
- 23 lutego – George Van Biesbroeck, amerykański astronom[21]
- 28 lutego – Gunnar Asther, szwedzki żeglarz, medalista olimpijski[22]

## marzec 1974
- 10 marca – Bolesław Kominek, polski duchowny katolicki, arcybiskup wrocławski, kardynał[23]
- 11 marca – Stanisława Leszczyńska, polska Służebnica Boża, położna[24]
- 22 marca – Jerzy Bohdan Rychliński, polski prozaik marynista, tłumacz, sędzia Sądu Najwyższego[25]

## kwiecień 1974
- 2 kwietnia – Georges Pompidou, francuski polityk, prezydent Francji[26]
- 9 kwietnia – Pierre Petiteau, francuski rugbysta, medalista olimpijski[27]
- 28 kwietnia – Robert Devereaux, amerykański sportowiec, medalista olimpijski[28]

## maj 1974
- maj – Lajos Rokfalusy, węgierski taternik, alpinista i nauczyciel[29]
- 8 maja – Graham Bond, angielski muzyk, prekursor jazz-rocka[30]
- 24 maja – Duke Ellington, amerykański pianista, kompozytor, aranżer, twórca nowoczesnego swingu[31]
- 25 maja:
  - Donald Crisp, brytyjski aktor[32]
  - Robert Levasseur, francuski rugbysta, medalista olimpijski[33]

## czerwiec 1974
- 9 czerwca – Miguel Ángel Asturias, gwatemalski pisarz i poeta, laureat Nagrody Nobla[34]
- 10 czerwca – Henryk Windsor, książę Gloucester[35]
- 12 czerwca – Stanisław Krzaklewski, polski chirurg[36]
- 18 czerwca – Gieorgij Żukow, marszałek radziecki[37]
- 19 czerwca – Friedrich-Wilhelm Krummacher, niemiecki teolog, a od 1955 do 1972 roku biskup Pomorskiego Kościoła Ewangelickiego[38]
- 22 czerwca – Gaston Thubé, francuski żeglarz, medalista olimpijski[39]
- 28 czerwca:
  - Vannevar Bush, amerykański inżynier, wynalazca, teoretyk wczesnego okresu informatyki[40]
  - Karol Skupin, polski duchowny rzymskokatolicki[41]

## lipiec 1974
- 1 lipca – Juan Perón, argentyński polityk i wojskowy, prezydent Argentyny[42]
- 9 lipca – Earl Warren, amerykański prawnik; w latach 1963–1964 kierował pracą tzw. Komisji Warrena[43]
- 11 lipca – Pär Lagerkvist, szwedzki pisarz i poeta, laureat literackiej Nagrody Nobla[44]
- 17 lipca – Stefan Gunia, polski działacz socjalistyczny i związkowy[45]
- 19 lipca – Kazimierz Andrzejkowicz, major kawalerii Wojska Polskiego[46]
- 24 lipca – James Chadwick, brytyjski fizyk, laureat Nagrody Nobla w 1935 roku[47]
- 29 lipca:
  - Cass Elliot, amerykańska wokalistka, członkini zespołu The Mamas & The Papas[48]
  - Erich Kästner, niemiecki pisarz, autor książek dla dzieci[49]
- 30 lipca – Thomas J. Sullivan, irlandzki Świadek Jehowy, członek Ciała Kierowniczego[50]
- 31 lipca – Witold Zegalski, polski pisarz science fiction[51]

## sierpień 1974
- 4 sierpnia – Józef Kondrat, polski aktor[52]
- 19 sierpnia – Aleksander Janta-Połczyński, polski prozaik, poeta, dziennikarz, publicysta[53]
- 22 sierpnia – Eugeniusz Kwiatkowski, inżynier i chemik, twórca projektów budowy Gdyni i COP-u[54]
- 26 sierpnia – Charles Lindbergh, amerykański pionier lotów samolotowych[55]

## wrzesień 1974
- 3 września – Harry Partch, amerykański kompozytor[56]
- 4 września – Marcel Achard, francuski dramatopisarz i scenarzysta[57]
- 10 września – Melchior Wańkowicz, polski publicysta i pisarz[58]
- 12 września – Paweł Gettel, polski działacz społeczny i samorządowy[59]
- 16 września – Johan Faye, norweski żeglarz, medalista olimpijski[60]

## październik 1974
- 1 października – Ralph Bishop, amerykański koszykarz[61]
- 4 października – Anne Sexton, amerykańska poetka[62]
- 8 października – Marian Falski, polski pedagog i działacz oświatowy, autor Elementarza[63]
- 9 października – Oskar Schindler, niemiecki przemysłowiec[64]
- 11 października – Ralph Tschudi, norweski żeglarz, medalista olimpijski[65]
- 13 października – Peter Schuyler Miller, amerykański krytyk i pisarz fantastyki naukowej[66]
- 17 października – Jean Vaysse, francuski rugbysta, medalista olimpijski[67]

## listopad 1974
- 13 listopada – Vittorio De Sica, włoski reżyser filmowy[68]
- 25 listopada – U Thant, polityk birmański, sekretarz generalny ONZ[69]
- 28 listopada – Konstantin Mielnikow (ros. Константин Степанович Мельников), rosyjski architekt modernistyczny i malarz[70]

## grudzień 1974
- 3 grudnia – Władysław Bukowiński, polski duchowny katolicki, błogosławiony[71]
- 11 grudnia – Maria Maravillas od Jezusa, hiszpańska karmelitanka, święta katolicka[72]
- 14 grudnia : 
  - Walter Lippmann, amerykański publicysta i socjolog[73]
  - Józef Ludwik Bruski – polski lekarz, gawędziarz kaszubski, współzałożyciel Zespołu Pieśni i Tańca Kaszuby, Żołnierz Tajnej Organizacji Wojskowej Gryf Pomorski
- 17 grudnia – Stanisław Latałło, polski operator filmowy, reżyser, aktor i scenarzysta[74]